# Frank Kessler
Frank Kessler (ur. 14 grudnia 1961 w Ratingen) – niemiecki aktor teatralny, telewizyjny i filmowy, kaskader.

## Życiorys
Urodził się w Ratingen i dorastał w dzielnicy berlińskiej Schöneberg. Kształcił się jako konstruktor maszyn elektrycznych i pracował w wielu różnych zawodach. Od najmłodszych lat trenował sztuki walki. Do telewizji trafił najpierw jako kaskader. Po występach w telewizji i edukacji aktorskiej, regularnie pracuje jako aktor w kinie, telewizji, teatrze i reklamie, występuje jako prezenter.
Grał w teatrze, w tym w spektaklu Winnetou i król nafty Karola Maya w Bad Segeberg, a także wystąpił w musicalu The Beatles - All you need is Love w roli Raymonda Roadiego, narratora opowieści o zespole The Beatles.
Po pięciu latach związku, w 2017 na Krecie w Grecji poślubił Doreen.

## Filmografia

### Filmy
- 1994: Haß im Kopf (TV) jako portier
- 1997: Życie to plac budowy (Das Leben ist eine Baustelle.) jako policjant
- 1999: 'Ne günstige Gelegenheit jako Luboviski
- 2000: Zabójczy rejs (Die Todesfahrt der MS SeaStar, TV) jako Klein
- 2001: Null Uhr 12 jako Schläger
- 2002: Herz oder Knete (TV) jako Radtke
- 2002: Wielbiciel (Der Verehrer, TV)
- 2004: Zwei Männer und ein Baby (TV) jako Ronnie
- 2007: Snajperzy z Kosowa (Mörderischer Frieden) jako Heinz Back
- 2008: Lilys Geheimnis (TV) jako prezenter wiadomości (głos)
- 2009: Papieżyca Joanna (Die Päpstin) jako Król Normanów
- 2010: Henryk IV. Król Nawarry jako François Ravaillac
- 2013: Robin Hood und ich (TV) jako Mały John
- 2016: Tajemnica akuszerki (Das Geheimnis der Hebamme, TV) jako Albrecht Niedźwiedź
- 2019: Das schönste Mädchen der Welt jako wykidajło Raini

### Seriale TV
- 1995: A.S. jako asystent
- 1997: Kobra – oddział specjalny - odc. „Cios” (Schlag zu) jako Unger
- 1998: Im Namen des Gesetzes jako komornik
- 1998: Kobra – oddział specjalny - odc. „Shotgun” jako Unger
- 1999: Operation Phoenix - Jäger zwischen den Welten jako Friebe
- 1999–2000: Der Puma - Kämpfer mit Herz jako Pannek
- 2000: Kapitan (Der Kapitän) jako Stepán
- 2001: Nasz Charly jako Lutz Grote
- 2002: Die Rosenheim-Cops jako Michael Wending
- 2006: Küstenwache jako Wolf
- 2007: Tatort: Schleichendes Gift jako Erik Salzmann
- 2011: Dreileben jako policjant Jürgen
- 2011: Küstenwache jako Herbert Pollinger
- 2011: Tatort: Keine Polizei jako ochroniarz
- 2012: Morden im Norden jako dr Benjamin Bolt
- 2015: Mila jako Bernd Ritter
- 2016: Kobra – oddział specjalny - odc. „Der Ernst des Lebens” jako Robert Weiss
- 2019: Górscy ratownicy jako Gebhard Vogt
- 2019–2020: Die Drei von der Müllabfuhr jako Specki
- 2020: Der Barcelona Krimi jako Anibal Morell